# Turija, Kučevo
Turija (izvirno srbsko Турија) je naselje v Srbiji, ki upravno spada pod Občino Kučevo; slednja pa je del Braničevskega upravnega okraja.

## Demografija
V naselju živi 499 polnoletnih prebivalcev, pri čemer je njihova povprečna starost 47.0 let (46.3 pri moških in 47.6 pri ženskah). Naselje ima 197 gospodinjstev, pri čemer je povprečno število članov na gospodinjstvo 3.01.
To naselje je, glede na rezultate popisa iz leta 2002, večinoma srbsko.
|  |

| Demografija | Demografija     | Demografija     |
| Leto        | Št. prebivalcev | Št. prebivalcev |
| ----------- | --------------- | --------------- |
|             |                 |                 |
|             |                 |                 |
|             |                 |                 |
|             |                 |                 |
| 1948        | 1122            |                 |
| 1953        | 1168            |                 |
| 1961        | 1139            |                 |
| 1971        | 1107            |                 |
| 1981        | 1039            |                 |
| 1991        | 932             | 735             |
| 2002        | 826             | 599             |
|             |                 |                 |

| Etnična sestava po popisu iz leta 2002 | Etnična sestava po popisu iz leta 2002 | Etnična sestava po popisu iz leta 2002 | Etnična sestava po popisu iz leta 2002 | Etnična sestava po popisu iz leta 2002 |
| -------------------------------------- | -------------------------------------- | -------------------------------------- | -------------------------------------- | -------------------------------------- |
| Srbi                                   | Srbi                                   |                                        | 417                                    | 69,61%                                 |
| Vlahi                                  | Vlahi                                  |                                        | 153                                    | 25,54%                                 |
| Romuni                                 | Romuni                                 |                                        | 9                                      | 1,50%                                  |
| Neznano                                | Neznano                                |                                        | 12                                     | 2,00%                                  |